# تسريب معلومات
التسريب الصحفي هو الكشف عن معلومات محظور نشرها قبل صدورها رسميًا، أو التصريح دون إذن بمعلومات سرية.

## أنواع التسريبات الصحفية

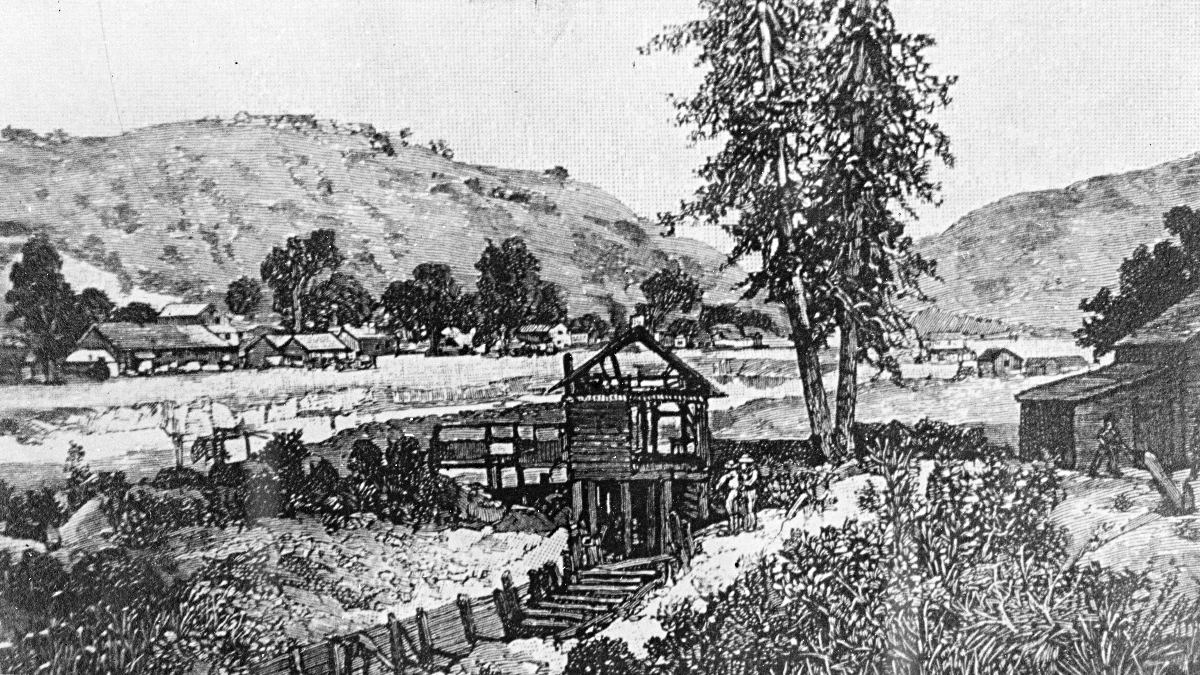
طاحونة سوتر، 1851. أول اكتشاف للذهب في كاليفورنيا، 19 يناير 1848.
اكتشاف جيمس مارشال للذهب في الفرع الجنوبي من النهر الأمريكي عند طاحونة سوتر في 24 يناير 1848، مما أدى إلى حمى الذهب في كاليفورنيا. ولقد بذل كل من مارشال والقائد جون سوتر أقصى جهودهما للحفاظ على سرية اكتشاف الذهب حتى يتم إنشاء طاحونة سوتر، وذلك لمعرفتهما بأن العاملين سيتركون وظائفهم ويذهبون للتنقيب عن الذهب. وتم تسريب الأخبار، ثم بدأ السباق.

غالبًا ما يقوم الموظفون بمؤسسة ما بعملية التسريب، والذين تصادف وصولهم إلى معلومات مثيرة للاهتمام ولكن لم يصرح لهم رسميًا بالكشف عنها إلى الصحافة. وقد يعتقدون بأن قيامهم بذلك يصب في الصالح العام نظرًا للحاجة إلى النشر السريع، وذلك بسبب أنه لولا ذلك لن يتم نشرها للجمهور، أو لن يتم المدح الذاتي لهم ببساطة لرفع قدر أهمية الشخص الذي سرب الخبر. وقد تكون التسريبات متعمدة أو غير متعمدة. فقد يقوم المسرب بذلك كخدمة شخصية للصحفي (ربما مقابل تعاون مستقبلي) أو يرغب ببساطة في نشر معلومات سرية للتأثير على الأخبار. أما النوع الآخر من التسريب فيقوم به غالبًا أطراف مجهولة.
في بعض الأحيان، يتم إصدار معلومات جزئية إلى المصدر الصحفي لوسائل الإعلام قبل البيان الصحفي «لإعداد» الصحافة أو الجمهور للإعلان الرسمي. فقد يقصد بذلك أيضًا السماح للصحفيين بوقت أكثر لإعداد تغطية أكثر شمولاً، والتي يمكن نشرها لاحقًا وفورًا بعد البيان الرسمي. وهذه التقنية مصممة لمضاعفة تأثير الإعلان. وقد يتم اعتبار ذلك عنصرًا من «الدورة» السياسية أو إدارة الأخبار.
يسعى بعض الأشخاص الذين يقومون بتسريب المعلومات إلى وسائل الإعلام نحو التلاعب بالتغطية الإعلامية. فإن حجب المعلومات في سرية قد يجعلها تبدو ذات قيمة أكبر للصحفيين وعدم كشف الهوية يقلل من قدرة الآخرين على إعادة الفحص والتدقيق أو التشكيك في المعلومات.
وتتم بعض التسريبات العلنية، على سبيل المثال، السياسيون الذين قاموا (سواء عن قصد أو عن غير قصد) بالكشف عن معلومات سرية أثناء التحدث مع الصحافة.

## أسباب التسريبات
قد يرغب *السياسيون وواضعو السياسات في الحكم على رد فعل الجمهور على خططهم قبل إجراء (نشر تجريبي للمعلومات). وقد يتم الإنكار المقبول للمعلومات المسربة دون إلقاء اللوم بسبب الإجراءات المقترحة التي لا تحظى بتأييد شعبي والتي تؤثر على من قام بارتكاب هذه التسريبات.
- قد يجد الأشخاص الذين لهم صلاحية للوصول إلى معلومات سرية أن إعلان هذه المعلومات يصب في مصلحتهم، وذلك دون ظهورهم كمسؤولين عن نشر المعلومات. فعلى سبيل المثال، قد يتم تسريب المعلومات التي تربك المعارضين السياسيين أو تسبب ضررًا للأمن القومي.
- وقد يقوم الأشخاص الذين على علم بمعلومات سرية حول شؤون يعتبرونها خاطئة من الناحية الأخلاقية أو ضد الصالح العام - والتي تتم الإشارة إليهم بمصطلح «المبلغ عن المخالفات» - بتسريب المعلومات.

## تسريبات صحفية بارزة

### الولايات المتحدة الأمريكية
- وثائق البنتاغون، هي وثائق سرية للغاية تخص وزارة دفاع الولايات المتحدة فيما يتعلق بتاريخ المشاركة العسكرية والسياسية للولايات المتحدة في فيتنام منذ 1945 وحتى 1967. وقد تم الإعلان عنها للجمهور في الصفحة الأولى لصحيفة نيويورك تايمز في عام 1971.
- لقد قام مصدر يعرف باسم ديب ثروت بتسريب المعلومات المرتبطة بفضيحة ووترغيت في عام 1972 إلى صحيفة واشنطن بوست.
- نشر كاتب العمود روبرت نوفاك تسريبًا، مما أدى إلى الكشف عن هوية عميلة وكالة المخابرات المركزية فاليري بلام في عام 2003.
- تسرب البرقيات الدبلوماسية للولايات المتحدة الأمريكية في نوفمبر 2010 حيث بدأت منظمة ويكيليكس بإصدار التفاصيل للبرقيات الدبلوماسية للولايات المتحدة 251 و287.

### المملكة المتحدة
- مجموعة جواسيس للسلام، هي مجموعة من النشطاء المناهضين للحروب والمرتبطين بحملة نزع السلاح النووي ولجنة المائة التي قامت بنشر استعدادات الحكومة للسيطرة بعد الحرب النووية. وفي 1963، اقتحموا قبوًا سريًا للحكومة حيث قاموا بتصوير ونسخ الوثائق. وقاموا بنشر هذه المعلومات في كتيب باسم، الخطر! السر الرسمي RSG-6. وتم إرسال أربعة آلاف نسخة إلى الصحافة القومية والسياسيين ونشطاء حركة السلام.

### إسرائيل
- مردخاي فعنونو هو تقني نووي إسرائيلي كشف عن تفاصيل حول برنامج سلاح نووي لإسرائيل إلى الصحافة البريطانية في 1986.

قامت *آنات كام بتسريب وثائق سرية من الجيش الإسرائيلي في 2008، والتي أشارت إلى أن الجيش الإسرائيلي كان متورطًا في حوادث إعدام دون محاكمة.

### إسبانيا
في وقت الانقلاب العسكري الإسباني في يوليو 1936، لم ينجح قادة الانقلاب في الاستيلاء على الجيش البحري للجمهورية الإسبانية بشكل أساسي لأنه لم يتم إرسال الرسائل التي تدعو إلى الانقلاب ضد الجمهورية الإسبانية بالشفرة، والتي كانت في الأساس من سويداد لينيال إلى كبار المسؤولين بمركز قيادة السفن. وقد تحمل المستخدم للإبراق اللاسلكي بالبحرية، بينجامين بالبوا مسؤولية التسريب الصحفي.

## الكتب والمراجع
- Blair Jr., Clay, Silent Victory: The US Submarine War against Japan, Annapolis, MD: Naval Institute Press, 2001
- Lanning, Michael Lee (Lt. Col.), Senseless Secrets: The Failures of U.S. Military Intelligence from George Washington to the Present, Carol Publishing Group, 1995